# Stoplesteinan
Stoplesteinan (også kendt som Stoplesteinane) er en stensætning i Eigersund kommune, Rogaland i Norge. Stensætningen består af 16 rejste sten, der står i en cirkel med en diameter på ca. 21. meter. Nogle af stenblokkene er op til 1,2 m høje. Navnet kommer sandsynligvis fra ordet stopla, som kan betyde opstable eller oplægge. Stoplesteinan er anlagt i den nordvestlige ende af St. Olafs vei, en cirka 15 kilometer lang geologisk formation mellem Egersund og Sokndal, hvor en gang af blødere bjergarter går gennem anortosit-feltet i Dalane. De bløde bjergarter er langs denne geologiske formation forvitret hurtigere, og St. Olafs vei aftegner sig derfor som en grøn stribe i vegetationen. I begyndelsen af 2000-tallet blev der også opsat et informationsskilt 10-20 meter sydøst for stencirklen med støtte fra EUs regionale udviklingsfond, INTERREG IIC-programmet for Nordsøen.

## Ophav og teorier
Det vides ikke, hvordan og hvorfor stencirklen har blev opført. Ifølge mundtlig tradition er stencirklen et gammelt tingsted fra vikingetiden, og skulle da stamme fra perioden 800–1000 e.Kr. En anden teori, som arkæologer går ud fra, er, at det drejer sig om et gravmæle. Tilsvarende stensætninger findes flere andre steder i Norge og Nordeuropa. Nogle af dem er blevet udgravet, og man har fundet grave fra slutningen af bronzealderen og frem til slutningen af ældre jernalder, altså mellem 500 f.Kr. og 600 e.Kr. Det er dog ikke usandsynligt, at et gravmindre fra bronzealderen sidenhen er blevet anvendt som tingsted i vikingetiden. En udgravning i 1930'erne fandt, at bakken i cirklens midte er stenlagt. Under den samme udgravning fandt man også spor efter afbrændt materiale. Snorre skriver i Heimskringla at "Hin fyrsta öld er kölluð brunaöld; þá skyldi brenna alla dauða menn ok reisa eptir bautasteina." (Den første tid kalder de brænd-alderen; da skulle en brænde alle døde mænd og rejse bautasten efter dem.)